# Genista transcaucasica
Genista transcaucasica là một loài thực vật có hoa trong họ Đậu. Loài này được Schischkin miêu tả khoa học đầu tiên.